# 哈羅峰
哈羅峰（英語：Harrow Peaks），是南極洲的山峰，位於維多利亞地的博克格雷溫克海岸，北面是克勞斯威茨冰川，東面是廷克冰川，美國地質調查局根據測量和該國海軍的空中照片繪入地圖，現時由南極條約體系管理。